# Ushinohama Taku
Taku Ushinohama (牛之濵 拓, sinh ngày 14 tháng 7 năm 1992) là một cầu thủ bóng đá người Nhật Bản thi đấu cho Tochigi SC.
Ban đầu thi đấu ở vị trí tiền vệ chạy cánh phải, anh có mùa giải đầu tiên với trận đấu trước Montedio Yamagata trong chiến thắng 6-0 trên sân khách của Avispa ở J1 League.

## Thống kê câu lạc bộ
Cập nhật đến ngày 23 tháng 2 năm 2018.
| Thành tích câu lạc bộ | Thành tích câu lạc bộ | Thành tích câu lạc bộ | Giải vô địch | Giải vô địch | Cúp                   | Cúp                   | Cúp Liên đoàn | Cúp Liên đoàn | Tổng cộng | Tổng cộng |
| Mùa giải              | Câu lạc bộ            | Giải vô địch          | Số trận      | Bàn thắng    | Số trận               | Bàn thắng             | Số trận       | Bàn thắng     | Số trận   | Bàn thắng |
| Nhật Bản              | Nhật Bản              | Nhật Bản              | Giải vô địch | Giải vô địch | Cúp Hoàng đế Nhật Bản | Cúp Hoàng đế Nhật Bản | J. League Cup | J. League Cup | Tổng cộng | Tổng cộng |
| --------------------- | --------------------- | --------------------- | ------------ | ------------ | --------------------- | --------------------- | ------------- | ------------- | --------- | --------- |
| 2011                  | Avispa Fukuoka        | J1 League             | 4            | 2            | 0                     | 0                     | 0             | 0             | 0         | 0         |
| 2012                  | Avispa Fukuoka        | J2 League             | 0            | 0            | 0                     | 0                     | -             | -             | 0         | 0         |
| 2013                  | Avispa Fukuoka        | J2 League             | 11           | 1            | 1                     | 0                     | -             | -             | 12        | 1         |
| 2014                  | Avispa Fukuoka        | J2 League             | 10           | 0            | 1                     | 0                     | -             | -             | 11        | 0         |
| 2015                  | Avispa Fukuoka        | J2 League             | 3            | 0            | 2                     | 0                     | -             | -             | 5         | 0         |
| 2016                  | Grulla Morioka        | J3 League             | 28           | 9            | 3                     | 2                     | -             | -             | 31        | 11        |
| 2017                  | Tochigi SC            | J3 League             | 28           | 7            | -                     | -                     | -             | -             | 28        | 7         |
| Tổng                  | Tổng                  | Tổng                  | 84           | 19           | 7                     | 2                     | 0             | 0             | 91        | 21        |